# Stefan Hübner

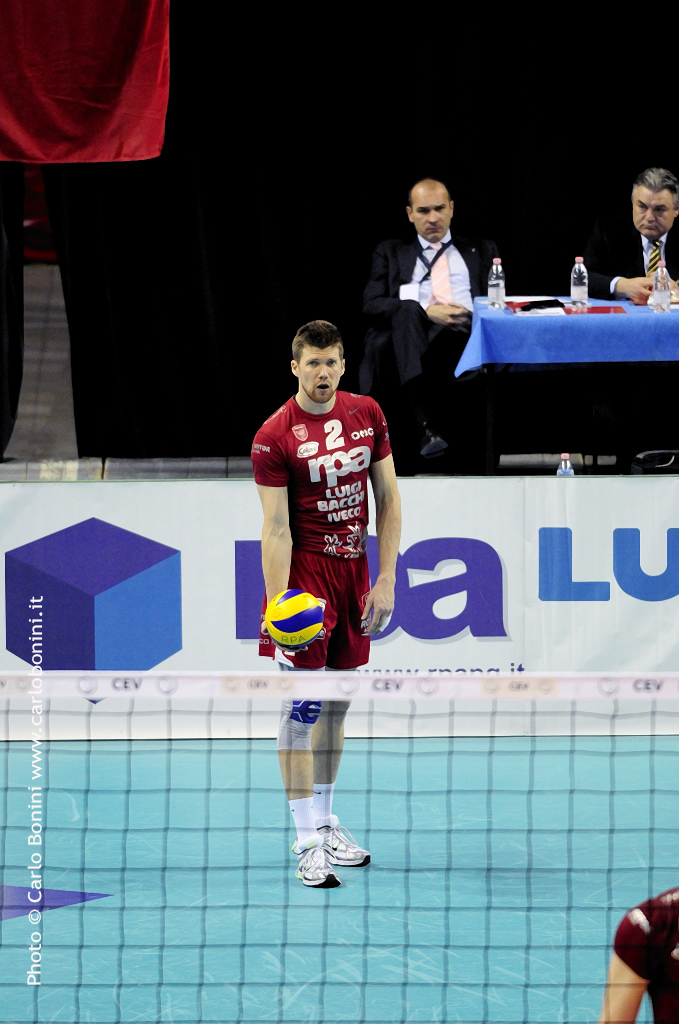
Stefan Hübner w barwach RPA-LuigiBacchi.it Perugia przygotowuje się do zagrywki przeciwko drużynie SCC Berlin w półfinale Pucharu Challenge 2010

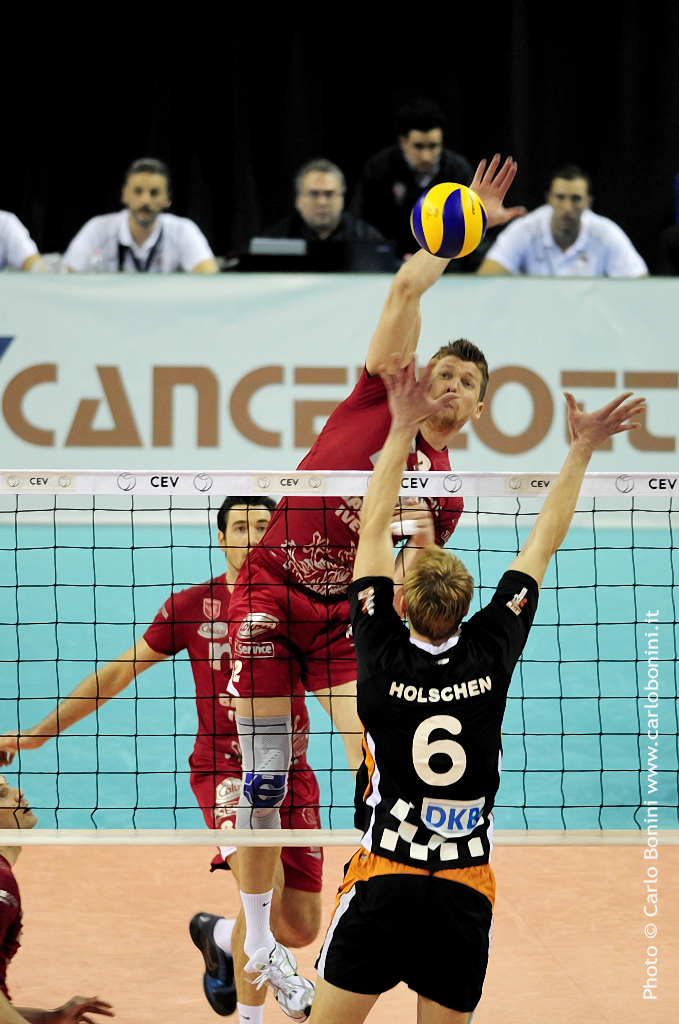
Stefan Hübner w barwach RPA-LuigiBacchi.it Perugia podczas ataku z pierwszego tempa przeciwko drużynie SCC Berlin w półfinale Pucharu Challenge 2010

Stefan Hübner (ur. 13 czerwca 1975 roku w Bielefeldzie) – niemiecki siatkarz, były reprezentant kraju. Grał na pozycji środkowego. 14 stycznia 2012 roku zakończył karierę. Jego żoną jest siatkarka reprezentacji Niemiec Angelina Grün.
Był asystentem trenera Vitala Heynena w męskiej reprezentacji Niemiec.

## Przebieg kariery
| Kariera seniorska         | Kariera seniorska             | Kariera seniorska | Kariera seniorska | Kariera seniorska | Kariera seniorska | Kariera seniorska | Kariera seniorska | Kariera seniorska | Kariera seniorska | Kariera seniorska |
| ------------------------- | ----------------------------- | ----------------- | ----------------- | ----------------- | ----------------- | ----------------- | ----------------- | ----------------- | ----------------- | ----------------- |
| Lata                      | Klub                          |                   |                   |                   |                   |                   |                   |                   |                   |                   |
| 1994–1995                 | VC Norderstedt                |                   |                   |                   |                   |                   |                   |                   |                   |                   |
| 1995–1998                 | SC Moerser                    |                   |                   |                   |                   |                   |                   |                   |                   |                   |
| 1998–2000                 | SCC Berlin                    |                   |                   |                   |                   |                   |                   |                   |                   |                   |
| 2000–2001                 | Esse-Ti Carrilo Loreto        |                   |                   |                   |                   |                   |                   |                   |                   |                   |
| 2001–2003                 | Bossini Sangemini Montichiari |                   |                   |                   |                   |                   |                   |                   |                   |                   |
| 2003–2005                 | Itas Diatec Trentino          |                   |                   |                   |                   |                   |                   |                   |                   |                   |
| 2005–2006                 | TuS Schladern                 |                   |                   |                   |                   |                   |                   |                   |                   |                   |
| 2006–2007                 | Itas Diatec Trentino          |                   |                   |                   |                   |                   |                   |                   |                   |                   |
| 2007–2009                 | Sisley Treviso                |                   |                   |                   |                   |                   |                   |                   |                   |                   |
| 2009–2010                 | RPA-LuigiBacchi.it Perugia    |                   |                   |                   |                   |                   |                   |                   |                   |                   |
| 2010–2012 (do 14.01.2012) | Evivo Düren                   |                   |                   |                   |                   |                   |                   |                   |                   |                   |
| Kariera trenerska         |                               |                   |                   |                   |                   |                   |                   |                   |                   |                   |
| Lata                      | Klub                          |                   |                   |                   |                   |                   |                   |                   |                   |                   |
| 2011–2016                 | Niemcy (II trener)            |                   |                   |                   |                   |                   |                   |                   |                   |                   |
| 2012–2013                 | Noliko Maaseik (II trener)    |                   |                   |                   |                   |                   |                   |                   |                   |                   |
| 2013–2014                 | TSG Solingen Volleys          |                   |                   |                   |                   |                   |                   |                   |                   |                   |
| 2014–                     | SVG Lüneburg                  |                   |                   |                   |                   |                   |                   |                   |                   |                   |
| 2021                      | Niemcy U-23                   |                   |                   |                   |                   |                   |                   |                   |                   |                   |
| 2022                      | Kanada (II trener)            |                   |                   |                   |                   |                   |                   |                   |                   |                   |

## Jako siatkarz

### Sukcesy klubowe
Liga niemiecka:
- 2000
- 1997, 1999

Puchar CEV:
- 1999

Puchar Niemiec:
- 2000

Superpuchar Włoch:
- 2007

Puchar Challenge:
- 2010

### Nagrody indywidualne
- 1998, 1999, 2000, 2001: Siatkarz roku w Niemczech
- 2002: Najlepszy blokujący włoskiej Serie A w sezonie 2001/2002
- 2007: Najlepszy blokujący włoskiej Serie A w sezonie 2006/2007
- 2010: Najlepszy blokujący turnieju finałowego Pucharu Challenge[2]

## Jako trener

### Sukcesy klubowe
Puchar CEV:
- 2024[3]

Liga niemiecka:
- 2025[4]